# Mosfellsbær
Mosfellsbær är en stad och kommun på Island i närheten av Reykjavik. Mosfellsbær tillhör Reykjaviks storstadsområde.

## Vänorter
- Loimaa
- Skien
- Thisted
- Uddevalla

## Personligheter
- Halldór Laxness, nobelpristagare i litteratur, tillbringade en del av barndomen i Mosfellsbær. I dalen utanför samhället, Mosfellsdal, lät han sedan bygga sitt och familjens hem, Gljúfrasteinn. Från 1945 var Gljúfrasteinn Halldór Laxness hem och arbetsplats i omkring ett halvt sekel. Hemmet har nu öppnats för allmänheten som museum och i en mottagningsbyggnad finns en multimediautställning över Halldórs liv och verk. I Gljúfrasteinns omgivning är vackra promenader som besökaren rekommenderas njuta av som en del av besöket.

- Sigur Rós har sin studio Sundlaugin i Álafoss, Mossfellsbær. Det är en gammal swimming-pool som de byggde om. (sundlaugin betyder "swimmingpoolen". Amiina som är med på nästan alla Sigur Rós skivor har spelat in i Sundlaugin. Likaså har The Album Leaf varit där och mastrat. På hans två senaste skivor har några från Sigur Rós och Amiina medverkat.

## Befolkningsutveckling
| \| År \| Invånare \| \| 1901 \| 335 \| \| 1910 \| 313 \| \| 1920 \| 268 \| \| 1930 \| 373 \| \| 1940 \| 492 \| \| 1950 \| 605 \| \| 1960 \| 727 \| \| 1970 \| 986 \| \| 1980 \| 2 928 \| \| 1990 \| 4 259 \| \| 1995 \| 4 917 \| \| 2000 \| 6 092 \| \| 2005 \| 7 157 \| \| 2006 \| 7 501 \| \| 2007 \| 8 147 \| \| 2008 \| 8 469 \| \| 2011 \| 8 642 \| |          |
| År | Invånare |
| 1901 | 335      |
| 1910 | 313      |
| 1920 | 268      |
| 1930 | 373      |
| 1940 | 492      |
| 1950 | 605      |
| 1960 | 727      |
| 1970 | 986      |
| 1980 | 2 928    |
| 1990 | 4 259    |
| 1995 | 4 917    |
| 2000 | 6 092    |
| 2005 | 7 157    |
| 2006 | 7 501    |
| 2007 | 8 147    |
| 2008 | 8 469    |
| 2011 | 8 642    |